# 伊勢高柳商店街

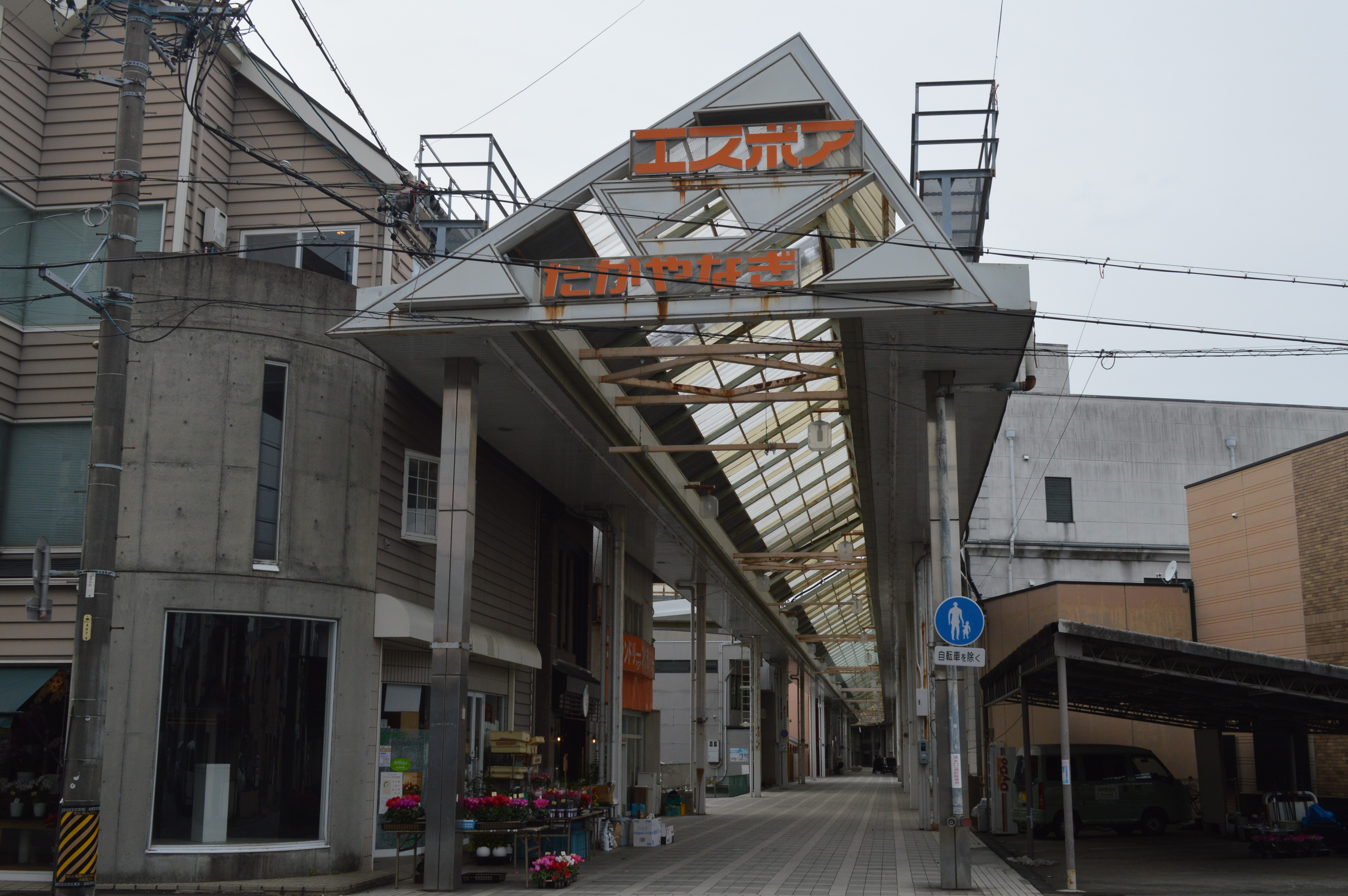
伊勢高柳商店街（曽祢側入口）

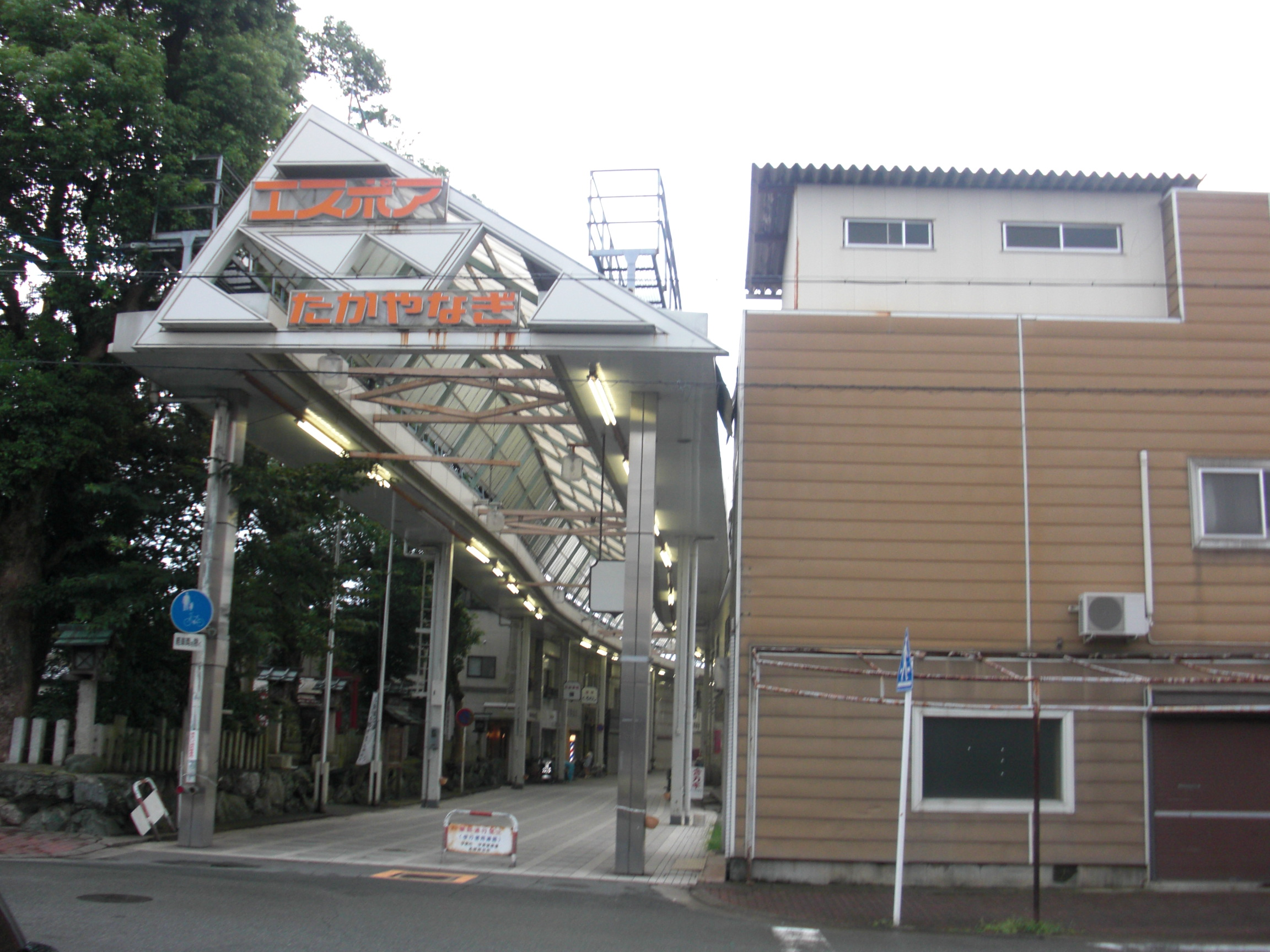
伊勢高柳商店街（宮町側入口）
アーケードの左側に今社という神社がある。

伊勢高柳商店街（いせたかやなぎしょうてんがい）は三重県伊勢市にあるアーケード商店街。愛称はエスポアたかやなぎであるが、一般的には、高柳商店街、高柳通りなどと呼ばれている。毎年初夏に開催される高柳の夜店は伊勢市の夏の風物詩となっている。また、2009年（平成21年）に経済産業省中小企業庁より新・がんばる商店街77選に選ばれている。

## 概要
伊勢市曽祢と同市宮町にわたる東西約400mに及ぶ商店街で、商店街専用の立体駐車場を有している。他の市内商店街と比較して衣料品関連の店舗が多いのが特徴である。以前は58店舗が軒を連ねていたが、2010年（平成22年）現在は48店舗となっている。
かつては伊勢市の中心的商業地域のひとつであったが、昭和40年代の伊勢市駅周辺への大型店進出、昭和50年代以降の郊外型ショッピングセンターやスーパーマーケットの増加の影響もあり、夜店などのイベント時を除いて、客足はまばらな状態である。
商店街の中心組織は、伊勢高柳商店街振興組合。2011年時点で、理事長は橘正志が務める。

## 沿革
宇治山田市（現・伊勢市）内の商店街は、いずれも自然発生的に形成されたもので、店舗間の連携を欠くものであったが、高柳通りについては三重県内ではもっとも早く、1936年（昭和11年）に商業組合として組織化された。組織化後、津市の大門商店街から見学者も訪れている。
1962年（昭和37年）7月に三重県、伊勢市および伊勢商工会議所が行った調査では店舗数70、全店舗での売り上げ高が約11億円で、伊勢市内10商店街の売り上げ高の約25%を占めていた。
同じころ、伊勢オカダヤなどの大型店が伊勢市駅周辺に進出する計画があり、これに対抗するため、各商店街でアーケード化、舗道のカラー舗装化が進められ、高柳通りでは1963年（昭和38年）3月にアーケードが、1967年（昭和42年）6月に舗道のカラー舗装が完成した。
また、1972年（昭和47年）頃から駐車場の設置が進められ、1977年（昭和52年）10月には120台収容の立体駐車場が完成したが、大型店進出前の人通りに戻ることはなかった。
商店街の生き残りを模索する中で、2003年（平成15年）から福祉の取り組みを始めており、同年ユニバーサルデザインを採用し始めた。「きらくにどうぞ」のステッカーを貼り、車いす利用者や高齢者、子育て世代に優しい商店街づくりを進め、2007年（平成19年）からは「ふくふくカード」という高齢者と子どものいる世帯向けの割引特典等が受けられるカードの発行も始めた。2009年（平成21年）にはこれらの取り組みが評価され、経済産業省中小企業庁の新・がんばる商店街77選に選ばれた。

## 高柳の夜店
毎年6月初旬から7月初旬にかけての期間で、末尾に1、6、3、8（イチロクサンパチ）が付く日と土曜日の夜に開催される夜店。大正時代にはじまり、2010年（平成22年）の開催で94回目になるとされている。
2011年（平成23年）の夜店は、最大約50軒の屋台が出店し、「夜店といえば、昔はお化け屋敷やったな」との声を受け、長い間中断していたお化け屋敷が復活した。「市町の日」（鳥羽市・志摩市・多気町など伊勢市近隣10市町が参加）、「高校の日」（明野高校・伊勢工業高校・宇治山田商業高校・宇治山田高校が参加）などの特別な夜店の日の設定もある。

## アクセス
- 近鉄山田線 宮町駅より南へ約500m、徒歩約5分
- JR東海参宮線 山田上口駅より南東へ約700m、徒歩約8分
- 三重交通バス 宮町停留所または尼辻停留所より南へ約50m、徒歩約1分